# Komunikacja wojskowa
Komunikacja wojskowa – całokształt przedsięwzięć logistycznych związanych z utrzymaniem, budową i odbudową dróg kołowych (wojskowa droga samochodowa), linii kolejowych, mostów i innych budowli inżynierskich mających na celu zapewnienie ciągłości dostaw pododdziałów, oddziałów i zaopatrzenia na pole walki